# Brave: A Warrior's Tale
Brave: A Warrior's Tale est un jeu vidéo d'action-aventure développé par Collision Studios et édité par Evolved Games et SouthPeak Interactive sur PlayStation Portable, Xbox 360 et Wii en 2009.
Il s'agit du remake de Brave: The Search for Spirit Dancer, sorti sur PlayStation 2 en 2005.

## Accueil
- Gamekult : 5/10[1]
- GameSpot : 4,5/10[2]
- GamesRadar+ : 1/5[3]
- GameZone : 5,5/10[4]
- IGN : 4,3/10[5],[6]
- Jeuxvideo.com : 8/20[7]